# Какіса (річка)
Річка Какіса є основною притокою річки Маккензі в Північно-Західних територіях Канади.
Річка дає назву формації Какіса, стратиграфічній одиниці Західно-Канадського нафтогазоносного басейну.

## Напрямок
Річка Какіса бере початок на півночі Альберти, безпосередньо на південь від кордону Північно-Західних територій, із озера Крейтон, на висоті 570 метрів.
Вона тече на захід, ненадовго перетинаючи Північно-Західні території, а потім повертаючись до Альберти. На схід від кордону Британської Колумбії повертає на північ і тече назад у Північно-Західні території. Вона зберігає напрямок з півночі на північний схід, деякий час паралельно річці Реднайф, потім повертає на схід, де створює складну систему озер і каналів перед тим, як впасти в озеро Татліна на його західній частині.
Витікає з північного боку Татліна і продовжує рух на північ, приймає води Галл-Крик, а потім впадає в озеро Какіса на його південному березі. Вона витікає на східній стороні озера, падає через водоспад Леді Евелін перед тим, як його перетинає шосе Маккензі. Далі продовжує рух на північ, потім впадає в річку Маккензі за 30 км до Великого Невільничого озера на висоті 160 м.

## Притоки
- Озеро Татліна
- Галл-Крик
- Озеро Какіса